# Theope philotes
Espèce
Theope philotes est une espèce d'insectes lépidoptères appartenant à la famille  des Riodinidae et au genre Theope.

## Taxonomie
Theope philotes a été décrit par John Obadiah Westwood en 1851 sous le nom de Parnes philotes.

### Noms vernaculaires
Theope philotes se nomme  Philotes Theope en anglais

## Description
Theope philotes est un papillon à l'apex des ailes antérieures pointu, de couleur marron roux.
Le revers est d'une couleur variant du marron à l'ocre foncé avec une ligne submarginale d'ocelles marron foncé largement pupillés de blanc de taille très diverses, les plus gros étant le second et le troisième à partir de l'apex, aux ailes antérieures comme aux ailes postérieures.

## Biologie
Theope philotes ne semble pas attiré par les fleurs.

## Écologie et distribution
Theope philotes est présent en Guyane, en Guyana, au Surinam et au Brésil.

### Biotope
Le mâle a son poste d'observation au sommet des collines le long des troncs d'arbres.

### Protection
Pas de statut de protection particulier.